# Ozark (série de televisão)
Ozark é uma série de televisão norte-americana de drama e suspense criada por Bill Dubuque e produzida pela Media Rights Capital. A série é estrelada por Jason Bateman e Laura Linney; Bateman também dirigiu os dois primeiros e os dois últimos episódios da primeira temporada. A primeira temporada é composta por dez episódios de uma hora de duração e um episódio final de 80 minutos. A série foi lançada em 21 de julho de 2017 na Netflix.
Bateman interpreta o planejador de finanças Marty Byrde e Laura Linney interpreta sua esposa, uma dona de casa que se transforma na agente imobiliária Wendy Byrde. Repentinamente, Marty desloca sua família de um subúrbio de Chicago até uma comunidade de resort de verão situada nos montes Ozark, Missouri. Após um esquema de lavagem de dinheiro fracassar, ele acaba ficando em dívida com um traficante de drogas mexicano.
Em 15 de agosto de 2017, a série foi renovada para uma segunda temporada de 10 episódios, que foi lançada em 31 de agosto de 2018.
Em 10 de outubro de 2018, a série foi renovada para uma terceira temporada de 10 episódios, lançada em 27 de março de 2020.
Indicada para 18 Emmys em 2020 e levando o prêmio de melhor atriz coadjuvante em série dramática para Julia Gardner, a produção teve sua quarta (e última) temporada dividida em duas partes, com a primeira sendo lançada em 21 de Janeiro de 2021 e a segunda no dia 29 de Abril do mesmo ano.

## Elenco

### Principal
- Jason Bateman como Martin "Marty" Byrde
- Laura Linney como Wendy Byrde
- Sofia Hublitz como Charlotte Byrde
- Skylar Gaertner como Jonah Byrde
- Julia Garner como Ruth Langmore
- Alfonso Herrera como Javier "Javi" Elizonndro
- Jordana Spiro como Rachel Garrison
- Jason Butler Harner como Roy Petty
- Esai Morales como Camino Del Rio
- Peter Mullan como Jacob Snell
- Lisa Emery como Darlene Snell

### Recorrente
- Josh Randall como Bruce Liddell
- Harris Yulin como Buddy Dyker
- Marc Menchaca como Russ Langmore
- Christopher James Baker como Boyd Langmore
- Charlie Tahan como Wyatt Langmore
- Carson Holmes como Three Langmore
- Trevor Long como Cade Langmore
- McKinley Belcher III como Trevor Evans
- Robert C. Treveliar como Sheriff John Nix.
- Kevin L. Johnson como Sam Dermody
- Adam Boyer como Bobby Dean
- Michael Mosley como Pastor Mason Young.
- Bethany Anne Lind como Grace Young
- Evan George Vourazeris como Tuck
- Sharon Blackwood como Eugenia Dermody
- Joseph Melendez como Garcia
- Michael Tourek como Ash

## Produção
A série se passa em um modesto resort à beira-mar no Lago de Ozarks, inspirado no Alhonna Resort & Marina, lugar onde Dubuque, o criador da série, trabalhou como mão das docas enquanto frequentava a escola no Missouri durante a década de 1980. A maioria das locações de filmagem estão situadas na área da cidade de Atlanta no Lago Allatoona e Lago Lanier, ao invés do verdadeiro Lago de Ozarks, devido às isenções fiscais oferecidas pelo estado da Geórgia. A equipe de filmagens construiu um set na Geórgia depois de estudar extensivamente a propriedade do Alhonna Resort. Algumas cenas foram filmadas em alguns locais de Chicago. Somente algumas cenas do primeiro episódio foram filmadas na cidade de Lake Ozark, Missouri, que incluíram tiros do famoso sinal "Bem-vindo ao Lago de Ozarks" e a estátua "Injun Joe Muffler Man". A série foi renovada para uma segunda temporada de 10 episódios em 15 de agosto de 2017.

## Recepção da crítica
Ozark recebeu críticas positivas, particularmente pela atuação de Bateman. No Metacritic, a série possui uma avaliação de 67 por 100 baseada em 28 avaliações, indicando "análises geralmente favoráveis". No Rotten Tomatoes, a série possui uma taxa de aprovação de 64% com uma pontuação média de 6.81 por 10 baseada em 53 avaliações. O consenso crítico do site diz: "Ozark ainda não alcançou o mesmo nível que os clássicos dramas do crime, que inevitavelmente serão comparados, porém sua trama satisfatoriamente complexa - e uma performance emocionante de Jason Bateman - sugerem um potencial elevado".
Brian Lowry, da CNN, escreveu: "Enquanto o conceito de peixe fora d'água é um dos mais antigos da TV, Ozark descobre seu próprio caminho com torções inteligentes - incluindo um flashback tardio explicando como o cartel entrou em sua vida - e a força das performances". A crítica de televisão Sonia Saraiya, da Variety, escreveu que Ozark é "inteligente, bem elaborado e diz algo", e também que a série "se reúne sob o desempenho desarmante e enganosamente complexo da Bateman como Marty."

Os críticos fizeram uma comparação positiva de Ozark com Breaking Bad, uma vez que ambas as séries envolvem um protagonista aparentemente normal que subitamente acaba imerso no mundo do crime. De acordo com o Film Daily, "Uma vez que você supera as semelhanças da superfície, Ozark brilha como algo especial e inventivo, uma ópera de crime intensa, onde o cenário é tanto a estrela como qualquer um no elenco".